# USC Paloma Hamburg
USC Paloma Hamburg is een sportvereniging uit de Duitse stad Hamburg met onder andere afdelingen voor badminton, basketbal, handbal, nordic walking, turnen en voetbal.

## Geschiedenis
De club werd in augustus 1909 opgericht door jongeren met behulp van enkele volwassenen.
De voetbalafdeling plaatste zich in 2002 voor de eerste keer voor de eerste ronde van de DFB-Pokal, maar verloor daarin van 1. FC Kaiserslautern. In 2013 degradeerde de club uit de Oberliga Hamburg, maar kon na één seizoen terugkeren. In 2014 kwalificeerde de club zich opnieuw voor de DFB-Pokal, maar kreeg een 0-9 pak rammel van Bundesligaclub TSG 1899 Hoffenheim. In 2016 degradeerde de club opnieuw maar keerde in 2019 terug in de Oberliga.

## Eindklasseringen vanaf 1987
| Seizoen | Competitie           | Niveau | Eindstand | DFB Pokal | Opmerking                                                        |
| ------- | -------------------- | ------ | --------- | --------- | ---------------------------------------------------------------- |
| 1986/87 | Bezirksliga Nord     | VI     | 9         | --        |                                                                  |
| 1987/88 | Bezirksliga Nord     | VI     | 13        | --        |                                                                  |
| 1988/89 | Bezirksliga Nord     | VI     | 9         | --        |                                                                  |
| 1989/90 | Bezirksliga Nord     | VI     | 1         | --        |                                                                  |
| 1990/91 | Landesliga Hansa     | V      | 7         | --        |                                                                  |
| 1991/92 | Landesliga Hansa     | V      | 7         | --        |                                                                  |
| 1992/93 | Landesliga Hansa     | V      | 10        | --        |                                                                  |
| 1993/94 | Landesliga Hansa     | V      | 15        | --        |                                                                  |
| 1994/95 | Bezirksliga Nord     | VII    | 12        | --        | invoering Oberliga Nord                                          |
| 1995/96 | Bezirksliga Nord     | VII    | 8         | --        |                                                                  |
| 1996/97 | Bezirksliga Nord     | VII    | 3         | --        |                                                                  |
| 1997/98 | Bezirksliga Nord     | VII    | 1         | --        |                                                                  |
| 1998/99 | Landesliga Hansa     | VI     | 3         | --        |                                                                  |
| 1999/00 | Landesliga Hansa     | VI     | 3         | --        |                                                                  |
| 2000/01 | Landesliga Hansa     | VI     | 4         | --        |                                                                  |
| 2001/02 | Landesliga Hansa     | VI     | 2         | --        | winnaar Hamburger Pokal > SC Victoria Hamburg: 4-3 n.s.          |
| 2002/03 | Verbandsliga Hamburg | V      | 5         | 1e ronde  | < 1. FC Kaiserslautern: 0-5                                      |
| 2003/04 | Verbandsliga Hamburg | V      | 5         | --        |                                                                  |
| 2004/05 | Verbandsliga Hamburg | V      | 10        | --        |                                                                  |
| 2005/06 | Verbandsliga Hamburg | V      | 8         | --        |                                                                  |
| 2006/07 | Hamburg-Liga         | V      | 6         | --        |                                                                  |
| 2007/08 | Hamburg-Liga         | V      | 9         | --        |                                                                  |
| 2008/09 | Oberliga Hamburg     | V      | 11        | --        |                                                                  |
| 2009/10 | Oberliga Hamburg     | V      | 7         | --        |                                                                  |
| 2010/11 | Oberliga Hamburg     | V      | 14        | --        |                                                                  |
| 2011/12 | Oberliga Hamburg     | V      | 15        | --        |                                                                  |
| 2012/13 | Oberliga Hamburg     | V      | 16        | --        |                                                                  |
| 2013/14 | Landesliga Hammonia  | VI     | 2         | --        | winnaar Hamburger Pokal > SC Condor Hamburg: 3-2 n.s.            |
| 2014/15 | Oberliga Hamburg     | V      | 14        | 1e ronde  | < TSG 1899 Hoffenheim: 0-9                                       |
| 2015/16 | Oberliga Hamburg     | V      | 17        | --        |                                                                  |
| 2016/17 | Landesliga Hansa     | VI     | 8         | --        |                                                                  |
| 2017/18 | Landesliga Hammonia  | VI     | 4         | --        |                                                                  |
| 2018/19 | Landesliga Hammonia  | VI     | 2         | --        |                                                                  |
| 2019/20 | Oberliga Hamburg     | V      | 14        | --        | competitie afgebroken i.v.m. coronapandemie.                     |
| 2020/21 | Oberliga Hamburg     | V      | 2         | --        | competitie na 6 wedstrijden afgebroken i.v.m. coronapandemie.    |
| 2021/22 | Oberliga Hamburg     | V      | 6         | --        | 4e Staffel Oost                                                  |
| 2022/23 | Oberliga Hamburg     | V      | 6         | --        |                                                                  |
| 2023/24 | Oberliga Hamburg     | V      | 7         | --        | finalist Hamburger Pokal > FC Teutonia Ottensen: 0-4             |
| 2024/25 | Oberliga Hamburg     | V      | 4         | --        | finalist Hamburger Pokal > Eintracht Norderstedt: 0-0 (4-5 n.s.) |
| 2025/26 | Oberliga Hamburg     | V      | .         | --        |                                                                  |